# Cermisbahn
Die Cermisbahn ist eine aus 3 Sektionen bestehende Luftseilbahn von Cavalese auf die Alpe Cermis. Sie war Schauplatz der tödlichen Seilbahnunfallunfälle von 1976 durch ein reibendes Zugseil und von 1998 durch ein Flugzeug durchtrenntes Tragseil.

## Cavalese – Fondovalle

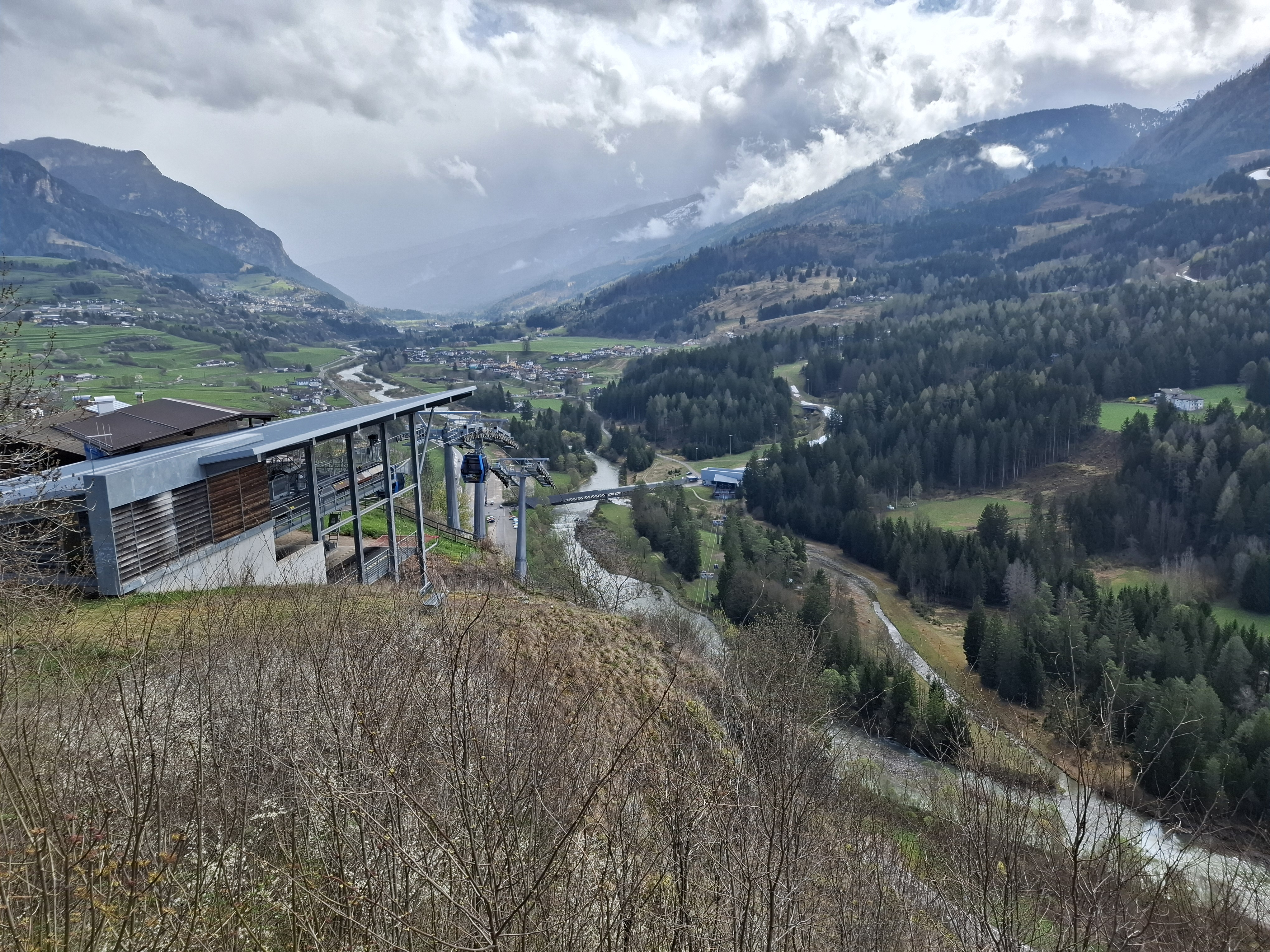
Von Cavalese nach Fondovalle

Die erste Sektion dieser Bahn hat eine Länge von 535 Metern und führt vom Südrand Cavaleses 120 Metern nach unten über den Fluss Avisio. Die 1998 als Ersatz für eine ältere Seilbahn errichtete Bahn verfügt über 24 Kabinen, in denen je 8 Personen Platz finden.

## Fondovalle – Doss dei Laresi
Die zweite Sektion war ursprünglich eine Pendelbahn, bevor am 3. Februar 1998 ein US-Kampfflugzeug vom Typ EA-6B Prowler bei einem Flug das Tragseil durchschnitt, wodurch beide Kabinen abstürzten und alle an Bord befindlichen Personen den Tod fanden (siehe Seilbahnunfall von Cavalese (1998)).
Als Ersatz wurde noch im gleichen Jahr die noch heute bestehende Gondelbahn errichtet, welche, um ein ähnliches Unglück zu vermeiden, auf 19 Stützen in geringer Höhe über dem Boden verläuft. Sie hat eine Länge von 2144 Metern, wobei sie eine Höhendifferenz von 420 Metern überwindet. In den 75 Kabinen dieser Bahn finden je 8 Personen Platz.

## Doss del Laresi – Cermis
Die dritte Sektion hat eine Länge von 2446 Metern, bei der sie eine Höhendifferenz von 736,69 Metern überwindet. Sie wurde 2005 als Ersatz für eine ältere Luftseilbahn gebaut und verläuft über 19 Stützen. Als Fahrmittel dienen 77 Kabinen, in denen je 8 Personen Platz finden.